# Andries Noppert
Andries Noppert (Heerenveen, 7 aprile 1994) è un calciatore olandese, portiere dell'Heerenveen.

## Carriera

### Club

#### Gli inizi e NAC Breda
Ha iniziato la carriera nelle giovanili della squadra della sua città, l'Heerenveen. Nel 2014 viene acquistato dal NAC Breda, militante in Eredivisie. Tuttavia, farà il suo esordio tra i professionisti il 22 aprile 2016, nell'incontro di Eerste Divisie pareggiato per 1-1 contro l'Almere City. Questa rimarrà la sua unica presenza in tutta la stagione. Anche l'anno successivo non riesce a trovare spazio in squadra, totalizzando solamente 3 presenze tra campionato e coppa. Al termine della stagione 2016-2017, contribuisce al ritorno della squadra in Eredivisie. Così, il 12 agosto 2017, esordisce nella massima divisione olandese, nella sconfitta per 4-1 contro il Vitesse.

#### Foggia
Il 30 gennaio 2018 viene ceduto al Foggia in Serie B. Debutta con i pugliesi il 28 aprile successivo, nella sconfitta per 3-1 contro il Cittadella. Nell'arco di una stagione e mezza, gioca 8 partite nella serie cadetta.

#### Dordrecht
Rimasto svincolato al termine dell'esperienza italiana, il 12 settembre 2019 si accasa al Dordrecht, in seconda divisione. Chiude la stagione con due presenze in campionato a causa di un infortunio al menisco.

#### Go Ahead Eagles
Il 22 gennaio 2021, dopo essere rimasto svincolato per quasi un anno, si accorda con il Go Ahead Eagles. Al termine della stagione, la squadra ottiene la promozione in Eredivisie. Il 23 gennaio 2022, torna a giocare nella massima divisione olandese, nell'incontro pareggiato per 1-1 contro l'Heracles Almelo. Da questa sfida in poi viene promosso titolare del club, con cui totalizza 20 presenze tra campionato e coppa in una stagione e mezza.

#### Heerenveen
Il 16 maggio 2022 ritorna al club che lo aveva cresciuto nelle giovanili, l'Heerenveen, con cui firma un contratto biennale.

### Nazionale
Convocato al Mondiale 2022 in Qatar, colleziona la sua prima presenza in nazionale il 21 novembre 2022, a 28 anni, in occasione della partita inaugurale della fase a gironi vinta dai Paesi Bassi per 2-0 contro il Senegal. Disputa quindi da titolare le restanti partite, fino alla eliminazione dei Paesi Bassi ai quarti di finale contro l'Argentina.

## Statistiche

### Presenze e reti nei club
Statistiche aggiornate al 30 giugno 2025.
| Stagione               | Squadra                | Campionato             | Campionato | Campionato | Coppe nazionali | Coppe nazionali | Coppe nazionali | Coppe continentali | Coppe continentali | Coppe continentali | Altre coppe | Altre coppe | Altre coppe | Totale | Totale |
| Stagione               | Squadra                | Comp                   | Pres       | Reti       | Comp            | Pres            | Reti            | Comp               | Pres               | Reti               | Comp        | Pres        | Reti        | Pres   | Reti   |
| ---------------------- | ---------------------- | ---------------------- | ---------- | ---------- | --------------- | --------------- | --------------- | ------------------ | ------------------ | ------------------ | ----------- | ----------- | ----------- | ------ | ------ |
| 2014-2015              | NAC Breda              | ED                     | 0          | 0          | CO              | 0               | 0               |                    | -                  | -                  |             | -           | -           | 0      | 0      |
| 2015-2016              | NAC Breda              | 1D                     | 1          | -1         | CO              | 0               | 0               |                    | -                  | -                  |             | -           | -           | 1      | -1     |
| 2016-2017              | NAC Breda              | 1D                     | 2          | -1         | CO              | 1               | -2              |                    | -                  | -                  |             | -           | -           | 3      | -3     |
| 2017-gen. 2018         | NAC Breda              | ED                     | 3          | -10        | CO              | 0               | 0               |                    | -                  | -                  |             | -           | -           | 3      | -10    |
| Totale NAC Breda       | Totale NAC Breda       | Totale NAC Breda       | 6          | -12        |                 | 1               | -2              |                    | -                  | -                  |             | -           | -           | 7      | -14    |
| gen.-giu. 2018         | Foggia                 | B                      | 5          | -8         | CI              | -               | -               |                    | -                  | -                  |             | -           | -           | 5      | -8     |
| 2018-2019              | Foggia                 | B                      | 3          | -4         | CI              | 0               | 0               |                    | -                  | -                  |             | -           | -           | 3      | -4     |
| Totale Foggia          | Totale Foggia          | Totale Foggia          | 8          | -12        |                 | 0               | 0               |                    | -                  | -                  |             | -           | -           | 8      | -12    |
| 2019-2020              | Dordrecht              | 1D                     | 2          | -3         | CO              | 0               | 0               |                    | -                  | -                  |             | -           | -           | 2      | -3     |
| gen.-giu. 2021         | Go Ahead Eagles        | 1D                     | 0          | 0          | CO              | -               | -               |                    | -                  | -                  |             | -           | -           | 0      | 0      |
| 2021-2022              | Go Ahead Eagles        | ED                     | 15         | -20        | CO              | 5               | -2              |                    | -                  | -                  |             | -           | -           | 20     | -22    |
| Totale Go Ahead Eagles | Totale Go Ahead Eagles | Totale Go Ahead Eagles | 15         | -20        |                 | 5               | -2              |                    | -                  | -                  |             | -           | -           | 20     | -22    |
| 2022-2023              | Heerenveen             | ED                     | 18+2       | -22+6      | CO              | 0               | 0               |                    | -                  | -                  |             | -           | -           | 20     | -28    |
| 2023-2024              | Heerenveen             | ED                     | 22         | -43        | CO              | 0               | 0               | -                  | -                  | -                  | -           | -           | -           | 22     | -43    |
| 2024-2025              | Heerenveen             | ED                     | 16         | -24        | CO              | 2               | -4              |                    | -                  | -                  |             | -           | -           | 18     | -28    |
| Totale Heerenveen      | Totale Heerenveen      | Totale Heerenveen      | 58         | -95        |                 | 2               | -4              |                    | -                  |                    | -           | -           | -           | 60     | -99    |
| Totale carriera        | Totale carriera        | Totale carriera        | 89         | -142       |                 | 8               | -8              |                    | -                  | -                  |             | -           | -           | 97     | -150   |

### Cronologia presenze e reti in nazionale
| Cronologia completa delle presenze e delle reti in nazionale ― Paesi Bassi | Cronologia completa delle presenze e delle reti in nazionale ― Paesi Bassi | Cronologia completa delle presenze e delle reti in nazionale ― Paesi Bassi | Cronologia completa delle presenze e delle reti in nazionale ― Paesi Bassi | Cronologia completa delle presenze e delle reti in nazionale ― Paesi Bassi | Cronologia completa delle presenze e delle reti in nazionale ― Paesi Bassi | Cronologia completa delle presenze e delle reti in nazionale ― Paesi Bassi | Cronologia completa delle presenze e delle reti in nazionale ― Paesi Bassi |
| Data                                                                       | Città                                                                      | In casa                                                                    | Risultato                                                                  | Ospiti                                                                     | Competizione                                                               | Reti                                                                       | Note                                                                       |
| -------------------------------------------------------------------------- | -------------------------------------------------------------------------- | -------------------------------------------------------------------------- | -------------------------------------------------------------------------- | -------------------------------------------------------------------------- | -------------------------------------------------------------------------- | -------------------------------------------------------------------------- | -------------------------------------------------------------------------- |
| 21-11-2022                                                                 | Doha                                                                       | Senegal                                                                    | 0 – 2                                                                      | Paesi Bassi                                                                | Mondiali 2022 - 1º turno                                                   | -                                                                          |                                                                            |
| 25-11-2022                                                                 | Al Rayyan                                                                  | Paesi Bassi                                                                | 1 – 1                                                                      | Ecuador                                                                    | Mondiali 2022 - 1º turno                                                   | -1                                                                         |                                                                            |
| 29-11-2022                                                                 | Al Khawr                                                                   | Paesi Bassi                                                                | 2 – 0                                                                      | Qatar                                                                      | Mondiali 2022 - 1º turno                                                   | -                                                                          |                                                                            |
| 3-12-2022                                                                  | Al Rayyan                                                                  | Paesi Bassi                                                                | 3 – 1                                                                      | Stati Uniti                                                                | Mondiali 2022 - Ottavi di finale                                           | -1                                                                         |                                                                            |
| 9-12-2022                                                                  | Lusail                                                                     | Paesi Bassi                                                                | 2 – 2 dts (3 – 4 dtr)                                                      | Argentina                                                                  | Mondiali 2022 - Quarti di finale                                           | -2                                                                         |                                                                            |
| Totale                                                                     |                                                                            | Presenze                                                                   | 5                                                                          |                                                                            | Reti                                                                       | -4                                                                         |                                                                            |